# 遠峯加奈
遠峯 加奈（とおみね かな、1996年11月19日 - ）は、群馬県出身の元女子競輪選手。日本競輪選手会群馬支部所属、ホームバンクは前橋競輪場。日本競輪学校（当時。以下、競輪学校）第110期生。師匠は手島志誠（83期）。

## 経歴
中学校のときに柔道を始め、高校3年までの6年間柔道に打ち込んだ。ガールズケイリン女子一期生（102期）デビューを報じた新聞記事を読んで興味を持ち、競輪好きの両親の勧めもあって競輪選手になることを志したという。
2014年12月24日、競輪学校第110回適性試験に合格。在校競走成績は19位（2勝）。
2016年7月18日、名古屋競輪場でデビューし6着。初勝利は同年7月20日の名古屋競輪場で挙げた。
2018年1月9日引退。